# 庾於陵
庾 於陵（ゆ おりょう、生没年不詳）は、南朝斉から梁にかけての官僚・文人。字は子介。本貫は南陽郡新野県。兄は庾黔婁。弟は庾肩吾。

## 経歴
司徒主簿の庾易の子として生まれた。7歳で老荘の理を言うことができたといわれる。成長すると機知に鋭く、博学で文才に優れた。永明8年（490年）、斉の隨王蕭子隆が荊州刺史となると、召し出されて主簿となり、謝朓や宗夬とともに群書を抜粋して編纂した。蕭子隆が建康に召還されると、於陵もまたもとの主簿として建康に送られた。延興元年（494年）、蕭子隆が宣城公蕭鸞の命により殺害されると、属僚たちは禍にかかるのを恐れてやって来る者もなかったが、於陵は宗夬とともに留まって、蕭子隆の葬儀を取り仕切った。建武2年（495年）、始安王蕭遙光が撫軍将軍となると、於陵は召し出されて行参軍となり、記室を兼ねた。永元末年、東陽郡の信安県令に任じられた。
梁の天監初年、建康の獄平となった。尚書工部郎に転じ、文徳殿で待詔をつとめた。湘州別駕として出向し、驃騎録事参軍に転じ、中書通事舎人を兼ねた。ほどなく南郡邑中正を兼ね、舎人のまま太子洗馬に任じられた。於陵は東宮において周捨とともに文章をつかさどった。ほどなく散騎侍郎に転じ、荊州大中正を兼ねた。舎人や中正のまま中書侍郎と黄門侍郎を歴任した。晋安王蕭綱の下で宣毅長史・広陵郡太守として出向し、宣毅府と南兗州の事務を代行したが、公務上の事件のために免官された。
通直郎として再起し、ほどなく鴻臚卿に任じられ、再び荊州大中正を兼ねた。在官のまま死去した。享年は48。文集10巻があった。

## 伝記資料
- 『梁書』巻49 列伝第43
- 『南史』巻50 列伝第40